# Wonowon
Wonowon est une communauté de la Colombie-Britannique située dans le District régional de Peace River.

## Toponyme
La communauté étant située au mile 101 de la route 97 (Route de l'Alaska), son nom est dévié de "one-o-one", qui devint Wonowon, bien que la communauté soit plus connue comme "Blueberry".

## Économie
Le seul centre économique suffisamment près de Wonowon est Fort St. John, ou la plupart des résidents occupent un emploi. 